# Amelia Rosselli

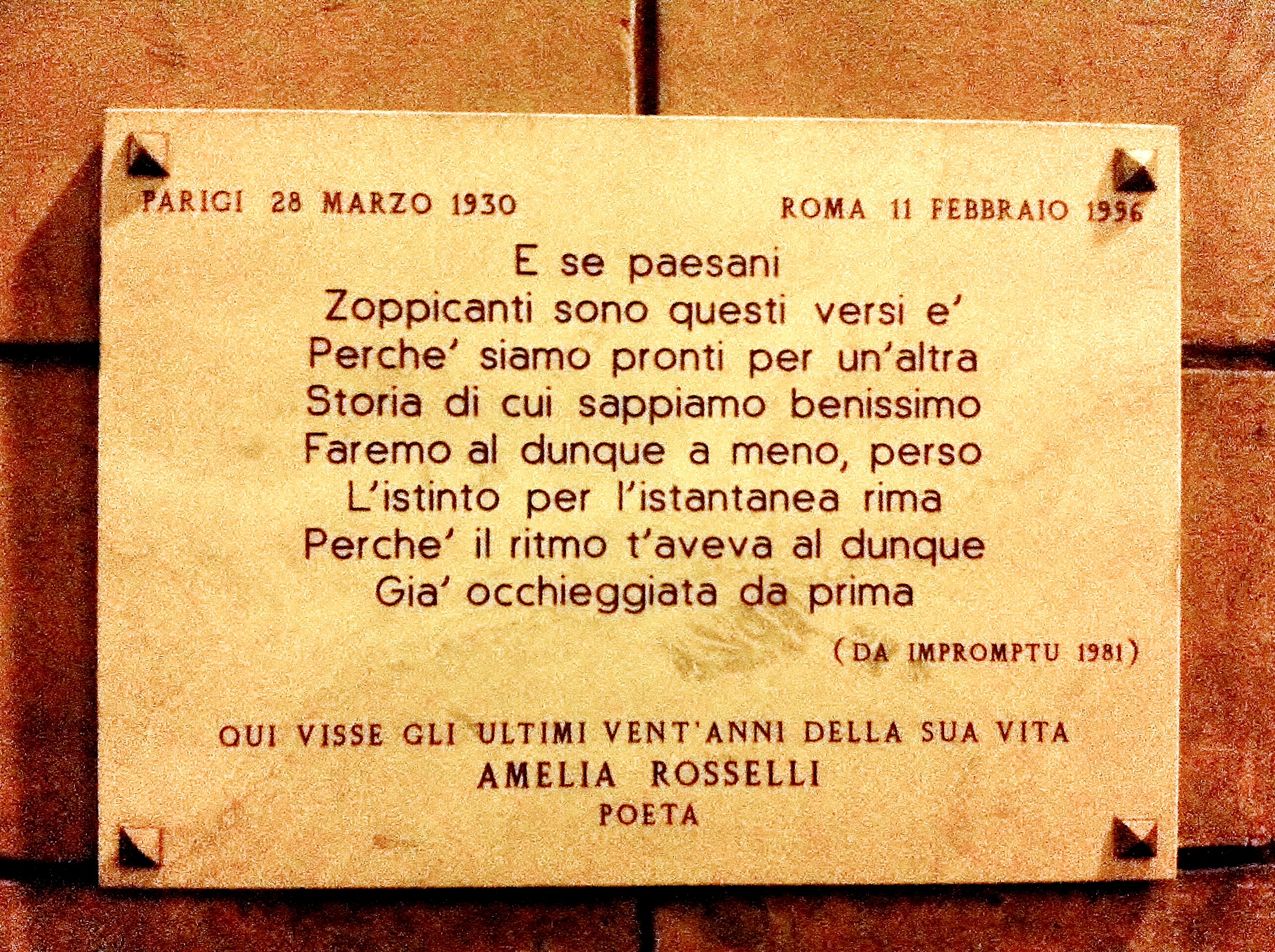
Placa dedicada a Rosselli en el edificio donde vivió los últimos veinte años de su vida, en la via del Corallo, nel rione Parione; en esta casa fue donde se suicidó en 1996.

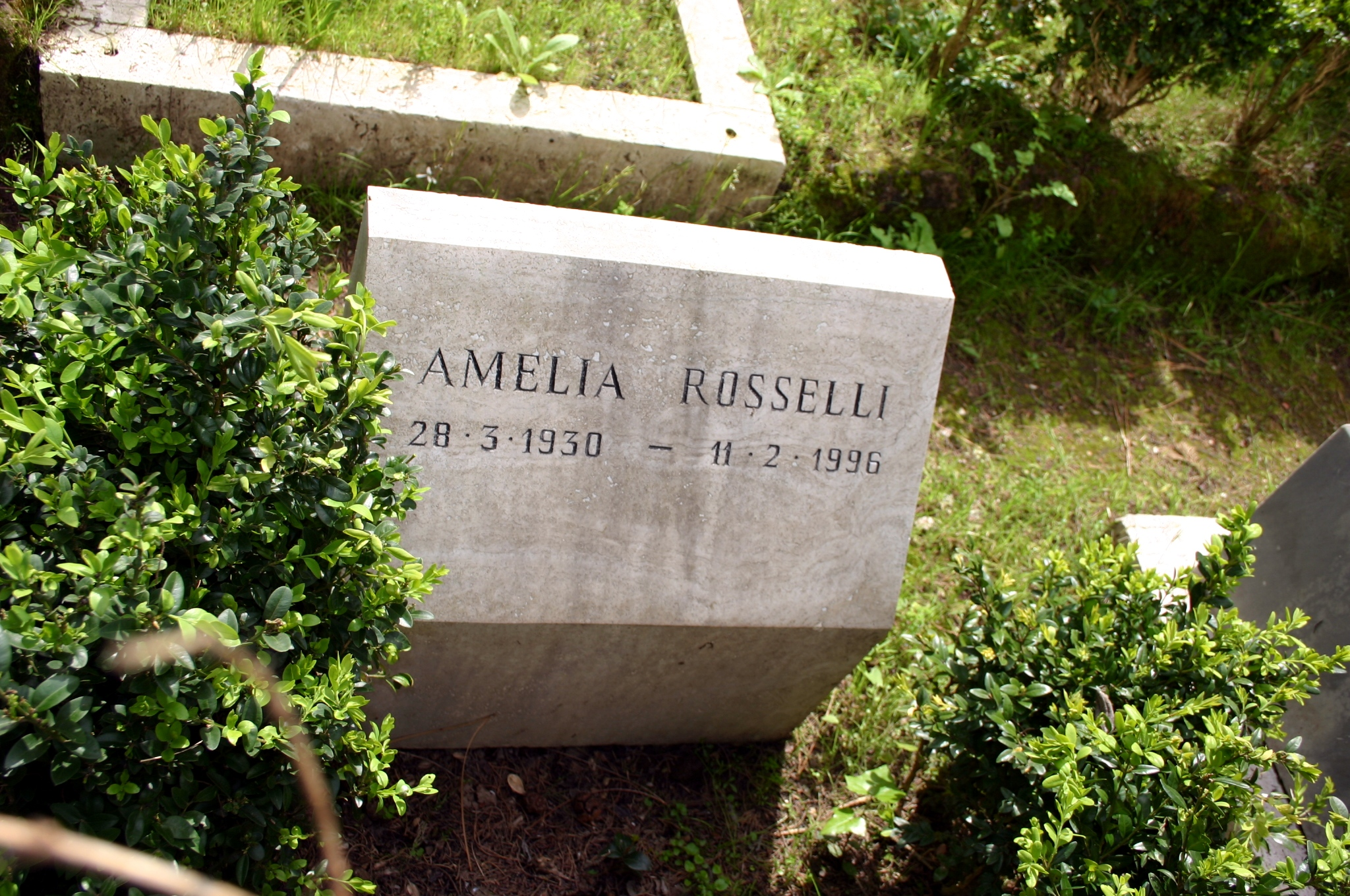
Tumba de Rosselli en el Cementerio acatólico de Roma (foto de Giovanni Dall'Orto).

Amelia Rosselli (París, 28 de marzo de 1930-Roma, 11 de febrero de 1996) fue una poeta italiana, miembro de la Generación de los años 30. Su obra literaria está escrita fundamentalmente en italiano, pero también en inglés y francés.

## Biografía
Amelia Rosselli nació en París, donde sus padres estaban exiliados por sus ideas antifascistas. Su padre, Carlo Rosselli, era un teórico del Socialismo liberal, y su madre, Marion Cave, había nacido en Inglaterra y era activista del Partido Laborista británico. En 1937, cuando tenía ocho años, el grupo terrorista ultraderechista La Cagoule, siguiendo órdenes de Mussolini y Galeazzo Ciano, asesinó a su padre y su tío en una emboscada en una carretera de Normandía.
Esto determinó que en 1940 su familia abandonara Francia para instalarse, primero, en Suiza y luego en los Estados Unidos.
Rosselli, a lo largo de estos años, realizó estudios literarios, filosóficos y musicales, pero sin regularidad. Los completó en Inglaterra. Al regresar a Italia en 1946 no tenía ningún título oficial reconocido.
En los años cuarenta y cincuenta tuvo interés por la teoría musical, la etnomusicología y la composición, y fruto de todo ello fueron algunos ensayos. En 1948 comenzó a trabajar como traductora de inglés para varias editoriales de Florencia y Roma y para la RAI, al tiempo que continuaba con sus estudios literarios y filosóficos. En estos años comenzó a frecuentar los ambientes literarios romanos, donde frecuentó a Carlo Levi y Rocco Scotellaro, amigos suyos, y a otros artistas que conformarían el Grupo del 63.
En los años sesenta se afilió al Partido Comunista Italiano (PCI). Comenzó a publicar sus textos, sobre todo en revistas. Sus obras llamaron la atención de Andrea Zanzotto, Giovanni Raboni y Pier Paolo Pasolini. 
Su producción literaria, muy experimental, incluye poemas y prosa en inglés, francés e italiano.
En 1963 publicó en la revista Il Menabò veiticuatro poesías. Al año siguiente, en 1964, cuando tenía 35 años publicó su primer libro,  una colección de poesías, titulada Variazioni belliche (Garzanti). Esta obra llamó la atención de Pasolini, asegurnado que aportaba a la poesía italiana  “los grandes temas de la neurosis y el misterio”. En 1966 empezó a publicar críticas literarias en distintos periódicos, como Paese Sera y L'Unità. En 1981 apareció Impromptu, un extenso poema dividido en trece secciones, en 1969, publicó Serie ospedaliera  y en 1983 Appunti sparsi e persi, con textos escritos entre 1966 y 1977. Varios de sus textos autobiográficos, escritos en diversos periodos, fueron recogidos y publicados en 1990 con el título de Diario ottuso.
Fue una poeta singular por el plurilingüismo de su obra y por su intento de usar la lengua como si fuera música, con alcance universal.

## Desórdenes nerviosos y suicidio
La muerte de su madre en 1949 y otras circunstancias personales le provocaron crisis nerviosas. En clínicas suizas e inglesas le diagnosticaron esquizofrenia paranoide, algo que Rosselli nunca admitió reconociendo sólo tener alguna lesión en el sistema extrapiramidal, conectada con los síntomas de la enfermedad de Parkinson, que se le manifestaron ya a los 39 años.
Instalada en Roma, donde vivió los últimos veinte años de su vida, se suicidó en su casa de la vía del Corallo en 1996, cuando estaba atravesando una grave depresión. Rosselli se arrojó por la ventana, desde un quinto piso. Se da la circunstancia de que se mató un 11 de febrero, fecha en la que se había suicidado una de sus autoras más queridas, Sylvia Plath, escritora a la que Rosselli estudió y tradujo.
Está sepultada en el Cementerio acatólico de Roma.

## Obras

### Poesía
- Variazioni belliche, Milán, Garzanti, 1964; Roma, Fondazione Piazzolla, 1995; edición de Plinio Perilli, prefazione di Pier Paolo Pasolini.
- Serie ospedaliera, Milán, Il Saggiatore, 1969.
- Documento (1966-1973), Milán, Garzanti, 1976.
- Primi scritti 1952-1963, Milán, Guanda, 1980.
- Impromptu. Génova, San Marco dei Giustiniani, 1981, 2003; Roma, C. Mancosu, 1993. Una edición revisada por la autora, con traducción al francés de Jean-Charles Vegliante) se publicó en París: Tour de Babel, 1987. ISBN 2-9501979-0-6.
- Appunti sparsi e persi, 1966-1977. Poesie, Reggio Emilia, Aelia Laelia, 1983.
- La libellula, Milán, SE, 1985; Milán, SE, 1996 con un texto de Pier Paolo Pasolini.
- Antologia poetica, edición de Giacinto Spagnoletti, con un ensayo de Giovanni Giudici. Milán, Garzanti, 1987.
- Sonno-Sleep (1953-1966), edición bilingüe, traducción de Antonio Porta. Roma, Rossi & Spera, 1989; Génova, S. Marco dei Giustiniani, 2003.
- Sleep. Poesie in inglese, edición bilingüe, traducción y epílogo de Emmanuela Tandello. Milán, Garzanti, 1992. ISBN 88-11-63687-6.
- Le poesie, edición de Emmanuela Tandello, prefacio de Giovanni Giudici. Milán: Garzanti, 1997. ISBN 88-11-66924-3
- Appunti sparsi e persi. 1966-1977,  Roma, Empiria, 1997.
- La furia dei venti contrari. Variazioni. Con testi inediti e dispersi dell'autrice, edición de Andrea Cortellessa. Florencia: Le lettere, 2007.
- La libellula e altri scritti, Milán, SE, 2010 (además del poema La libellula, contiene treinta y una poesías escritas entre 1963 y 1965, extraídas de Serie ospedaliera, y varios textos autobiográficos de Diario ottuso)
- L'opera poetica, edición de Stefano Giovannuzzi, introducción de E. Tandello. Milán: Mondadori, 2012. ISBN 978-88-04-60485-3.
- October Elizabethans, edición bilingüe, traducción de Emmanuela Tandello. Génova, S. Marco dei Giustiniani, 2015.

### Prosa
- Diario ottuso. 1954-1968, Roma, IBN, 1990; Roma, Empiria, 1996, prefacio de Alfonso Berardinelli, con una nota de Daniela Attanasio (contiene: Prime Prose Italiane, 1954; Nota,  1967-68; Diario ottuso, 1968; Esperimenti Narrativi).

### Ensayos
- Una scrittura plurale. Saggi e interventi critici, edición de Francesca Caputo. Novara, Interlinea, 2004. ISBN 88-8212-184-4.

### Cartas
- Lettere a Pasolini 1962-1969, edición de Stefano Giovannuzzi, Génova, S. Marco dei Giustiniani, 2008.
- Due parole per chiederti notizie. Lettere (inedite) a David Tudor, edición de Roberto Gigliucci, introducción de Emmanuela Tandello. Génova: S. Marco dei Giustiniani, 2015.

### Conversaciones y entrevistas
- È vostra la vita che ho perso. Conversazioni e interviste 1964-1995, edición de Monica Venturini y Silvia De March, prefacio de Laura Barile. Florencia: Le Lettere, 2010. ISBN 978-88-6087-318-7.
- Neoavanguardia e dintorni (con Edoardo Sanguineti y Elio Pagliarani). Palermo, Palumbo, 2004. ISBN 88-8020-544-7 [en vídeo].

### En español
- La libélula. Editorial Sexto Piso (2015). Traducción Esperanza Ortega.
- Sin paraíso fuimos. Editorial Sexto Piso (2019). Traducción Carlos Vitale.[2]